# Supercoupe de Belgique féminine de volley-ball
Pour les articles homonymes, voir Supercoupe de Belgique.
La Supercoupe de Belgique de volley-ball féminin est une compétition de volley-ball qui oppose chaque saison le Champion de Belgique et le vainqueur de la Coupe de Belgique. 

## Palmarès
| Année | Vainqueur           | Score                                                                | Finaliste              |
| ----- | ------------------- | -------------------------------------------------------------------- | ---------------------- |
| 1996  | Karcher Herentals   | 3 – 0 (15-7, 15-7, 15-11)                                            | Asterix Kieldrecht     |
| 1997  |                     |                                                                      |                        |
| 1998  |                     |                                                                      |                        |
| 1999  | Karcher Herentals   | 3 – 2 (25-21, 24-26, 23-25, 25-21, 15-12)                            | Asterix Kieldrecht     |
| 2000  | Asterix Kieldrecht  |                                                                      |                        |
| 2001  | Fortis Herentals    | 3 – 2 (22-25, 25-18, 25-19, 16-25, 15-12)                            | Asterix Kieldrecht     |
| 2002  | Asterix Kieldrecht  |                                                                      |                        |
| 2003  | Eburon Tongeren     | 3 – 0 (?)                                                            | Asterix Kieldrecht     |
| 2004  | Eburon Tongeren     | 2 – 3 (18-25, 25-21, 25-21, 24-26, 8-15) 3 – 0 (25-12, 25-18, 25-18) | Asterix Kieldrecht     |
| 2005  | Asterix Kieldrecht  | 3 – 1 (25-16, 25-16, 27-29, 25-22)                                   | Eburon Tongeren        |
| 2006  | Asterix Kieldrecht  |                                                                      |                        |
| 2007  | Eburon Tongeren     | 3 – 2 (19-25, 25-16, 23-25, 25-14, 15-13)                            | Asterix Kieldrecht     |
| 2008  | Asterix Kieldrecht  | 3 – 2 (25-15, 21-25, 19-25, 25-22, 15-11)                            | VDK Gent Dames         |
| 2009  | VDK Gent Dames      | 3 – 1 (25-22, 19-25, 25-22, 25-13)                                   | Dauphines Charleroi    |
| 2010  | Asterix Kieldrecht  | 3 – 0 (26-24, 25-16, 25-16)                                          | Dauphines Charleroi    |
| 2011  | VDK Gent Dames      | 3 – 2 (19-25, 25-20, 25-14, 20-25, 15-12)                            | Asterix Kieldrecht     |
| 2012  | Asterix Kieldrecht  | 3 – 1 (27-29, 25-19, 25-21, 25-15)                                   | Dauphines Charleroi    |
| 2013  | VDK Gent Dames      | 3 – 0 (25-13, 25-22, 25-22)                                          | VC Oudegem             |
| 2014  | Asterix Kieldrecht  | 3 – 0 (25-21, 25-9, 25-19)                                           | Richa Michelbeke       |
| 2015  | VDK Gent Dames      | 3 – 0 (25-21, 26-24, 25-23)                                          | Asterix Kieldrecht     |
| 2016  | Asterix Kieldrecht  | 3 – 0 (25-18, 25-13, 25-23)                                          | Datovoc Tongeren       |
| 2017  | Asterix Avo Beveren | 3 – 1 (25-27, 25-16, 25-23, 35-33)                                   | VDK Gent Dames         |
| 2018  | Asterix Avo Beveren | 3 – 0 (25-13, 25-18, 25-18)                                          | VC Oudegem             |
| 2019  | Asterix Avo Beveren | 3 – 0 (25-23, 25-11, 25-18)                                          | Hermes Volley Oostende |

## Bilan par club
| Club               | Titres | Ville      | Année                                                                  |
| ------------------ | ------ | ---------- | ---------------------------------------------------------------------- |
| Asterix Kieldrecht | 12     | Kieldrecht | 2000, 2002, 2005, 2006, 2008, 2010, 2012, 2014, 2016, 2017, 2018, 2019 |
| VDK Gent Dames     | 4      | Gand       | 2009, 2011, 2013, 2015                                                 |
| VT Herentals       | 3      | Herentals  | 1996, 1999, 2001                                                       |
| Datovoc Tongeren   | 3      | Tongres    | 2003, 2004, 2007                                                       |